# Super Bowl XLI
O Super Bowl XLI foi a final da temporada de 2006 da NFL, disputada entre o Indianapolis Colts (campeão da AFC) e o Chicago Bears (campeão da NFC), no Dolphin Stadium, em Miami, Flórida (Estados Unidos), em 4 de fevereiro de 2007. O Indianapolis Colts venceu a partida por 29 a 17, e teve o seu quarterback, Peyton Manning, eleito como o melhor jogador da partida. Foi a segunda conquista da equipe e a primeira desde 1970.
Este foi o primeiro Super Bowl desde a edição XXX onde nenhum dos dois times estava buscando seu primeiro título. Contudo, ambas as equipes estavam encerrando longas secas de aparições no Super Bowl naquele ano. Os Colts, que haviam terminado a temporada regular naquele ano com doze vitórias e quatro derrotas, estavam chegando no seu primeiro Super Bowl desde o Super Bowl V em 1970 durante a estada do time em Baltimore (a equipe se mudou para Indianápolis em 1984. Enquanto isso, os Bears, que tiveram a melhor campanha da NFC com treze vitórias e três derrotas no ano, estavam fazendo sua primeira aparição na final desde o Super Bowl XX na temporada de 1985. Além disso, os técnicos Lovie Smith (dos Bears) e Tony Dungy (dos Colts) se tornaram os dois primeiros treinadores afro-americanos a chegar em um Super Bowl, com Dungy sendo o primeiro a vencer um. Também foi a segunda final de campeonato nos esportes profissionais da América do Norte a ter dois treinadores negros como técnicos ou managers, sendo que a outra vez que isso aconteceu foi nas finais da NBA de 1975.
No primeiro Super Bowl disputado debaixo de chuva, os Colts superaram uma desvantagem no placar de 14 a 6 no primeiro quarto fazendo vinte e três pontos (contra apenas três dos Bears) nos três quartos seguintes. Chicago tinha feito a pontuação mais rápida na história do Super Bowl até então com um retorno de Devin Hester de 92 jardas para touchdown com apenas quatorze segundos (uma marca que seria superada apenas no Super Bowl XLVIII com um safety anotado com 12 segundos de jogo pelo Seattle Seahawks). Os Colts forçaram cinco turnovers na partida, incluindo uma interceptação retornada para um touchdown de 56 jardas pelo cornerback Kelvin Hayden. O kicker Adam Vinatieri, de Indianapolis, chutou três field goals. O quarterback Peyton Manning, dos Colts, foi nomeado o MVP do Super Bowl, completando 25 de 38 passes para 247 jardas e um touchdown, além de uma interceptação, com um passer rating de 81,8.
A transmissão da CBS atraiu uma média de audiência de 93,2 milhões de telespectadores nos Estados Unidos, tornando-se na época o quinto programa televisivo mais assistido na história americana. No show do intervalo, liderado pelo artista Prince, atingiu o pico de 140 milhões de espectadores e foi amplamente aclamado pela crítica musical.

## Resumo dos pontos
- 1º quarto
  - CHI - Devin Hester, retornando o chute inicial com uma corrida de 92 jardas (ponto extra: chute de Robbie Gould), 14:46. Bears 7-0.
  - IND - Reggie Wayne, passe de 53 jardas de Peyton Manning (ponto extra: o chute foi errado), 7:50 Bears 7-6. Jogadas: 9, Jardas: 80, 4:30.
  - CHI - Muhsin Muhammad, passe de 4 jardas de Rex Grossman (ponto extra: chute de Gould), 5:34 Bears 14-6. Jogadas: 4, Jardas: 57, 2:00.
- 2º Quarto
  - IND - Adam Vinatieri, field goal de 29 jardas, 11:17. Bears 14-9. Jogadas: 8, Jardas: 47, 3:52.
  - IND - Dominic Rhodes, corrida de 1 jarda (ponto extra: chute de Vinatieri), 6:09. Colts 16-14. Jogadas: 7, Jardas: 58, 3:08.
- 3º Quarto
  - IND - Adam Vinatieri, field goal de 24 jardas, 6:26. Colts 19-14. Jogadas: 13, Jardas: 56, 7:34.
  - IND - Adam Vinatieri, field goal de 20 jardas, 4:16, Colts 22-14. Jogadas: 6, Jardas: 62, 2:07.
  - CHI - Robbie Gould, field goal de 44 jardas, 1:14, Colts 22-17. Jogadas: 6 plays, Jardas: 14, 2:02
- 4º Quarto
  - IND - Kelvin Hayden, interceptação e corrida de 56 jardas (ponto extra: chute de Vinatieri), 11:44. Colts 29-17.